# 別技軍

当時の別技軍

別技軍（べつぎぐん、ピョルギグン、朝鮮語: 별기군 / 別技軍）とは、1881年に日本の協力で設立された朝鮮の新式軍隊。日本陸軍の指導（堀本礼造）による西洋式軍事教練を朝鮮は学んだ。

## 概要
1881年（高宗18年）5月、五軍営から80人を選抜して特選して武衛営に所属させ、その名前を別技軍とした。漢城（現在のソウル）駐在日本公使館所属の堀本礼造工兵少尉を教官として招聘し、武田勘太郎を通訳官とした。当時、教錬所堂上には閔泳翊、正領官（大佐相当）に韓聖根、左副領官（中佐相当）に尹雄烈、右副領官（中佐相当）に金魯莞、参領官（少佐相当）に禹範善が各々任命された。
しかし、両班出身の士官生徒達は、両班ではない教官を「お前」（너、ノ）と蔑んで呼んだ。これに対し教官は「貴様らが訓練を終えても参尉（少尉相当）に過ぎないのに、優秀な上級者で、更には教官として「お前」呼ばわりされるのは耐えられん」と一喝して、服を脱いで出て行ったという。
訓練は、同年5月9日から西大門の外、慕華館を仮教場とし、後に現在のソウル師大附高の下都監に移って行われた。別技軍は、給料や被服支給等の待遇が旧式軍隊より良かったため、当時の人々はこれを倭別技（왜별기 / 倭別技）と呼んで妬んだ。
このような差別待遇は、1882年の壬午事変の原因の1つともなった。この時、堀本礼造は下都監訓練場で殺害された。壬午事変後、別技軍は廃止され、五軍営に戻された。